# Óblast de Magadan
L'óblast de Magadan (rus: Магада́нская о́бласть, Magadànskaia óblast) és un subjecte federal de Rússia. Amb una població de 156.996 habitants (cens de 2010) és l'óblast menys poblada i el tercer subjecte federal menys poblat de Rússia.
Està situat a l'Extrem Orient Rus i administrativament forma part del Districte Federal de l'Extrem Orient. Limita amb Txukotka al nord, el krai de Kamtxatka a l'est, el krai de Khabàrovsk al sud i Sakhà a l'oest. La capital i ciutat més poblada és Magadan.
L'economia de l'óblast es basa en la mineria, especialment de l'or, la plata i altres metalls no ferrosos.